# Marceli Niezgoda
Marceli Mateusz Niezgoda (ur. 12 września 1972 w Lublinie) – polski urzędnik państwowy i samorządowy oraz polityk, w latach 2011–2015 podsekretarz stanu w resortach związanych z rozwojem.

## Życiorys
Absolwent Akademii Rolniczej w Lublinie, na UMCS ukończył także podyplomowe studia poświęcone zarządzaniu funduszami strukturalnymi i prawa Unii Europejskiej. Pracował jako urzędnik samorządowy w Urzędzie Marszałkowskim Województwa Lubelskiego, zajmował tam stanowisko zastępcy dyrektora Departamentu Strategii i Rozwoju Regionalnego.
Został działaczem Polskiego Stronnictwa Ludowego, wiceprezesem zarządu wojewódzkiego i kandydatem tej partii m.in. w wyborach europejskich w 2014, parlamentarnych w 2015 i 2019 czy samorządowych w 2018.
Od 24 stycznia 2011 do 27 listopada 2013 był podsekretarzem stanu w Ministerstwie Rozwoju Regionalnego. Następnego dnia przeszedł na tożsame stanowisko w nowo utworzonym Ministerstwie Infrastruktury i Rozwoju. W listopadzie 2015 zakończył pełnienie funkcji wiceministra, w grudniu tegoż roku został dyrektorem Lubelskiej Agencji Wspierania Przedsiębiorczości, z której to funkcji został odwołany w styczniu 2019.